# Agencia Espacial Canadiense
La Agencia Espacial Canadiense (en inglés: Canadian Space Agency [CSA]; en francés: Agence spatiale canadienne [ASC]) es el organismo que gestiona el programa espacial de Canadá.

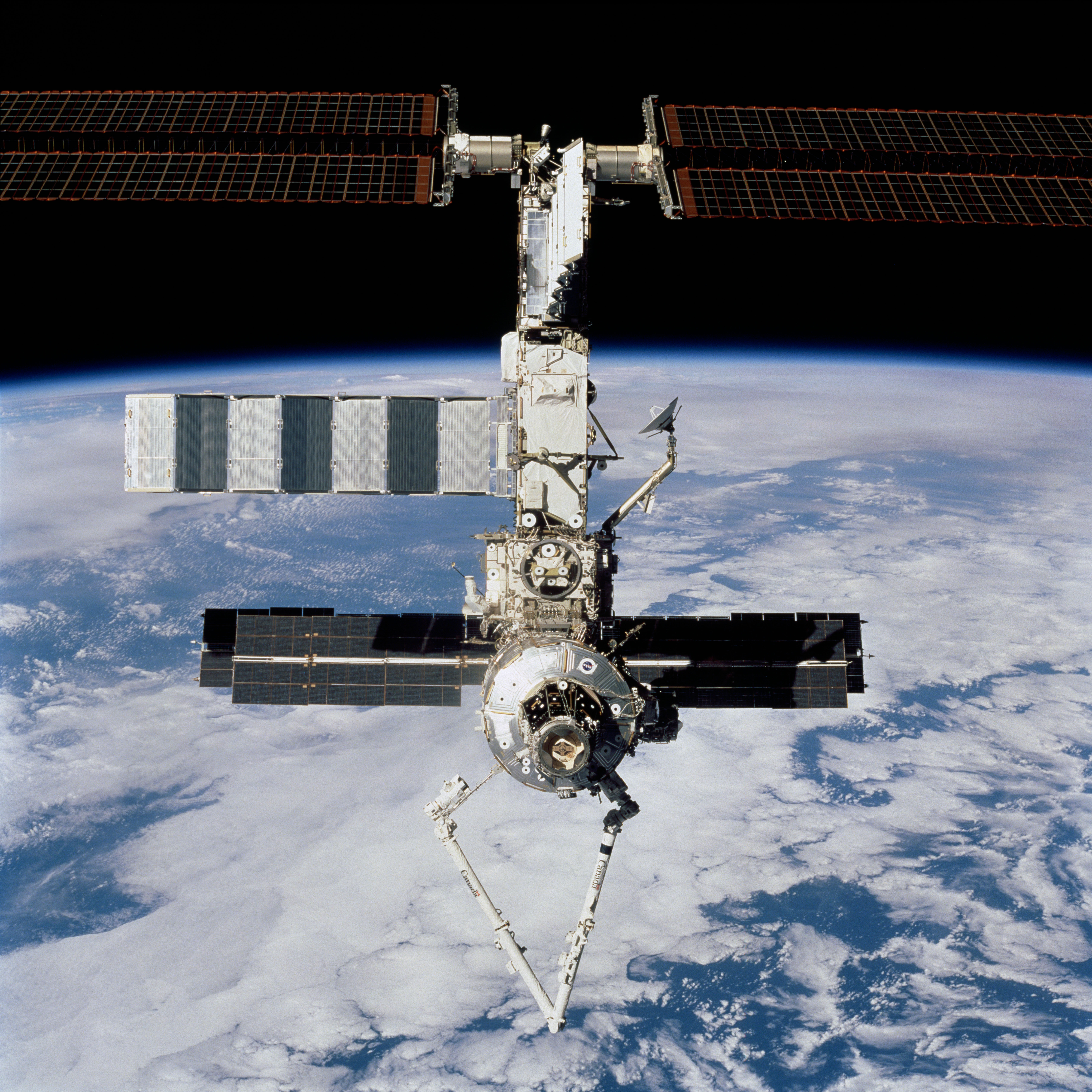
El Canadarm 2 (izquierda) montado en la estación espacial internacional.

Canadá fue el tercer país, después de la Unión Soviética y de los Estados Unidos, en lanzar un satélite artificial, en 1962.
La sede de la CSA/ASC se encuentra en el Centro espacial John H. Chapman en Longueuil (Quebec). La agencia también tiene oficinas en Ottawa, Ontario, en el Laboratorio David Florida, y pequeñas oficinas de enlace en Houston, Washington D. C. y París.

## Historia
Los orígenes del programa espacial y de la atmósfera superior de Canadá se remontan al final de la Segunda Guerra Mundial. Entre 1945 y 1960, Canadá emprendió una serie de pequeños proyectos relacionados con lanzadores y satélites bajo los auspicios de la investigación de defensa, incluido el desarrollo del cohete Black Brant, así como una serie de estudios avanzados que examinaron tanto la reunión orbital como el reingreso. En 1957, los científicos e ingenieros del Establecimiento de Telecomunicaciones de Investigación de la Defensa Canadiense (DRTE), bajo el liderazgo de John H. Chapman, se embarcaron en un proyecto inicialmente conocido simplemente como S-27 o el Proyecto de la Parte Superior. Este trabajo pronto conduciría al desarrollo del primer satélite de Canadá conocido como Alouette 1.
Estas y otras actividades relacionadas con el espacio en la década de 1980 obligaron al gobierno canadiense a promulgar la Ley de la Agencia Espacial Canadiense que estableció la Agencia Espacial Canadiense. La Ley recibió el consentimiento real el 10 de mayo de 1990 y entró en vigor el 14 de diciembre de 1990.
En 1999, la CSA/ASC se trasladó de la financiación basada en proyectos a la financiación "A-base" y se le otorgó un presupuesto anual fijo de 300 millones de dólares. El presupuesto real varía de un año a otro debido a asignaciones adicionales y proyectos especiales.
El mandato de la Agencia Espacial Canadiense es promover el uso pacífico y el desarrollo del espacio, promover el conocimiento del espacio a través de la ciencia y asegurar que la ciencia y la tecnología espaciales proporcionen beneficios sociales y económicos para los canadienses. La declaración de la misión de la Agencia Espacial Canadiense dice que la agencia está comprometida a liderar el desarrollo y la aplicación del conocimiento espacial en beneficio de los canadienses y la humanidad.

### Presidentes
- 1989 - 4 de mayo de 1992 - Larkin Kerwin[4]
- 4 de mayo de 1992 - 15 de julio de 1994 - Roland Doré[5]
- 21 de noviembre de 1994 - 2001 - William MacDonald Evans[6]
- 22 de noviembre de 2001 - 28 de noviembre de 2005 - Marc Garneau[7]
- 12 de abril de 2007 - 31 de diciembre de 2007 - Larry J. Boisvert[8]
- 1 de enero de 2008 - 2 de septiembre de 2008 - Guy Bujold
- 2 de septiembre de 2008 - 1 de febrero de 2013 - Steven MacLean[9]
- 2 de febrero de 2013 - 5 de agosto de 2013 - Gilles Leclerc (interino)
- 6 de agosto de 2013 - 3 de noviembre de 2014 - Walter Natynczyk
- 3 de noviembre de 2014 - 9 de marzo de 2015 - Luc Brûlé, (interino)[10]
- 9 de marzo de 2015 - Sylvain Laporte[11]

### Cooperación con la Agencia Espacial Europea
La CSA/ASC ha sido un estado colaborador de la Agencia Espacial Europea (ESA) desde la década de 1970, y tiene varias asociaciones formales e informales y programas de colaboración con agencias espaciales en otros países, como la NASA, ISRO, JAXA, y la SNSB.
La colaboración de Canadá con Europa en actividades espaciales es anterior tanto a la Agencia Espacial Europea como a la Agencia Espacial Canadiense. Desde 1968, Canadá obtuvo el estatus de observador en la Conferencia Espacial Europea (ESC), una organización de nivel ministerial establecida para determinar las futuras actividades espaciales europeas, y continuó en este rol limitado después de la creación de la ESA en 1975. Desde el 1 de enero de 1979, Canadá ha tenido el estatus especial de "Estado Cooperante" con la ESA, pagar por el privilegio y también invertir en tiempo de trabajo y proporcionar instrumentos científicos que se colocan en las sondas de la ESA. Canadá tiene permitido participar en programas opcionales; también tiene que contribuir al Presupuesto General, pero no tanto como lo hubiera implicado la membresía asociada. Este estado era único en el momento y sigue siéndolo hoy.
El 15 de diciembre de 2010, el acuerdo se renovó por otros 10 años, hasta 2020. En virtud de este acuerdo, Canadá participa en los órganos de deliberación y toma de decisiones de la ESA y en los programas y actividades de la ESA. Las empresas canadienses pueden licitar y recibir contratos para trabajar en programas. El acuerdo tiene una disposición que garantiza específicamente un retorno industrial justo a Canadá. El jefe de la delegación canadiense a la ESA es el presidente de la Agencia Espacial Canadiense. A partir de febrero de 2009, actualmente hay 30 canadienses que trabajan como miembros del personal en la ESA.

## Programa espacial canadiense

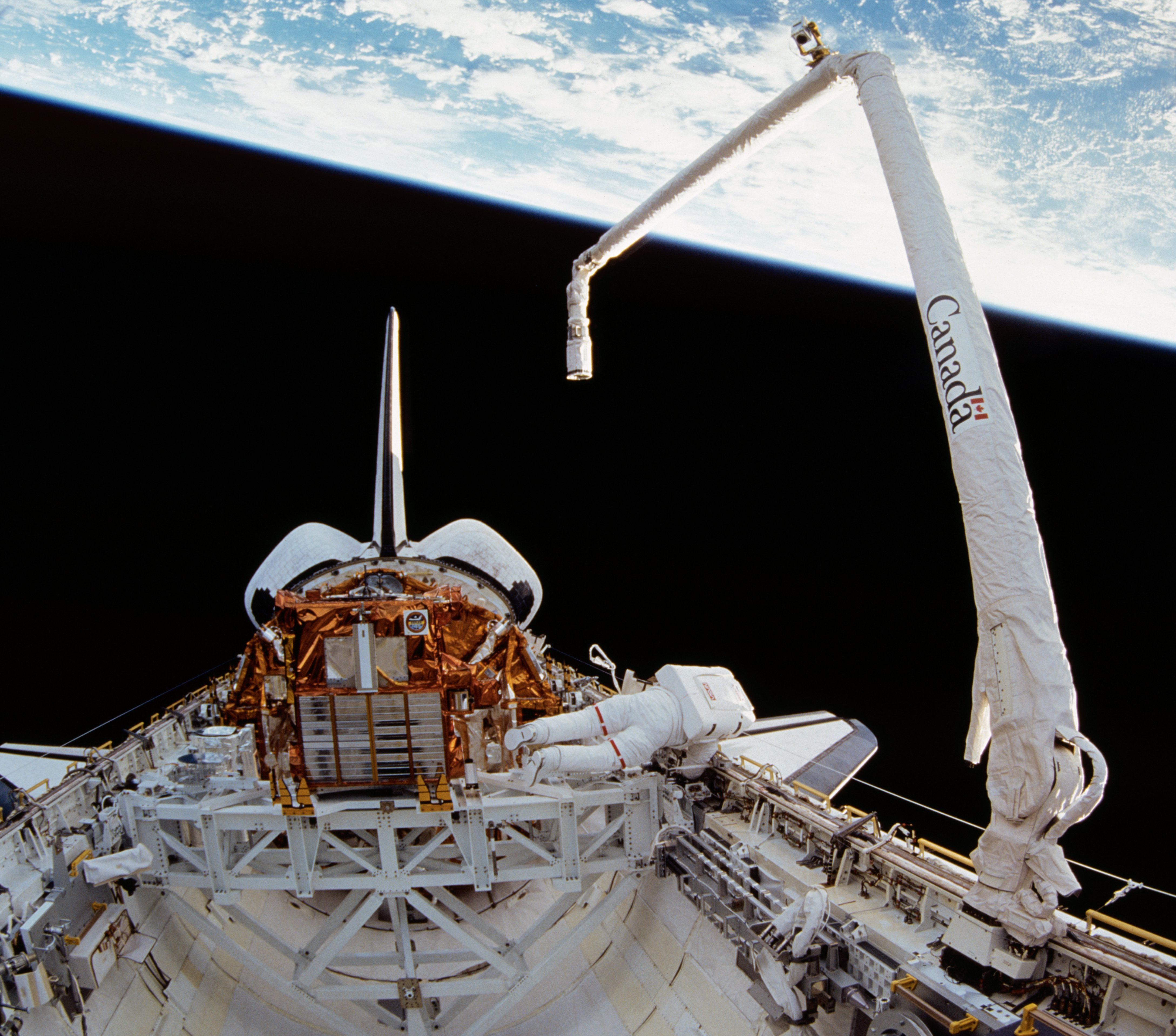
Canadarm (derecha) durante la misión del transbordador espacial STS-72

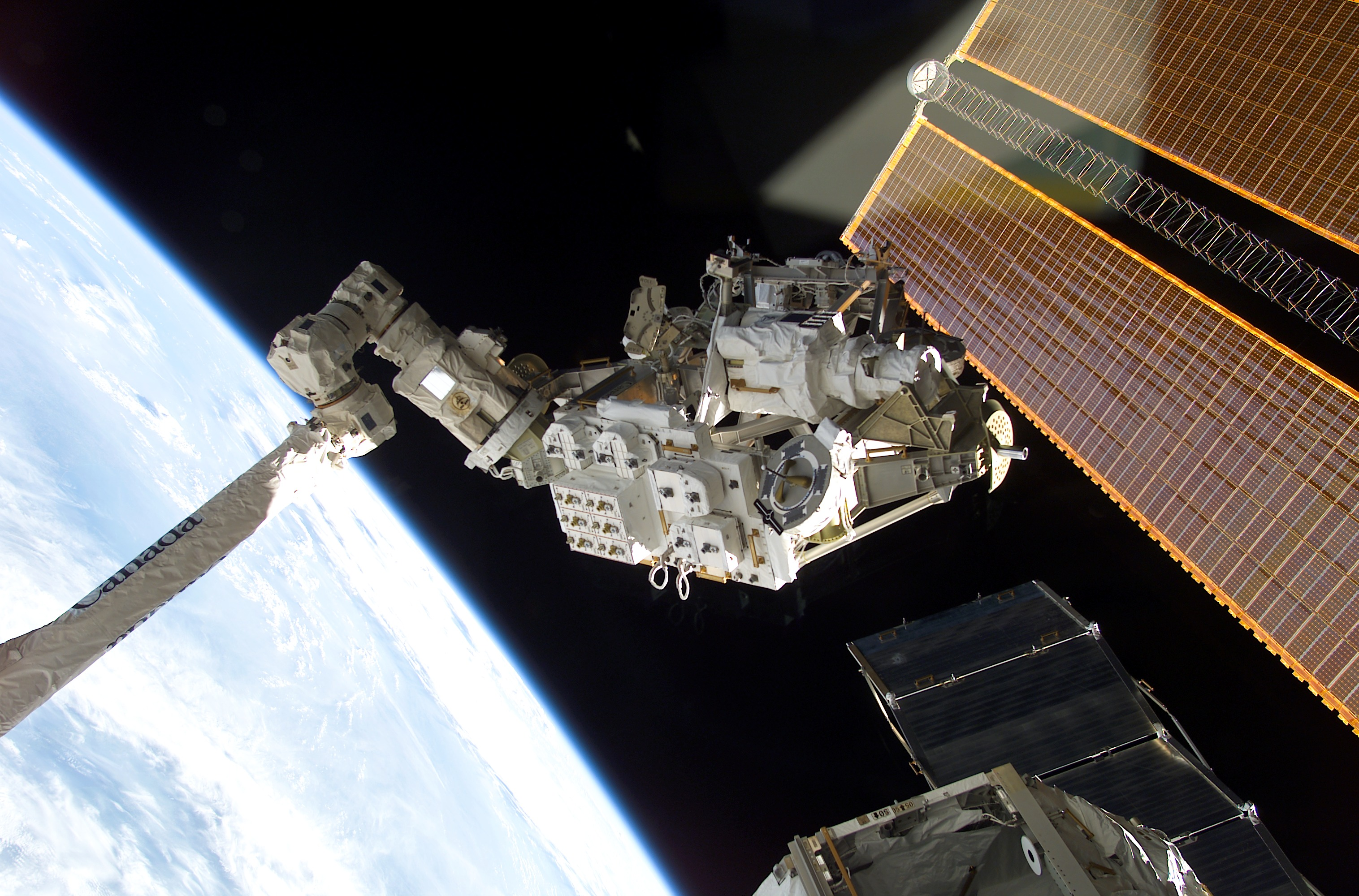
El sistema base móvil justo antes de que Canadarm2 lo instalara en el Mobile Transporter durante STS-111

El programa espacial canadiense es administrado por la agencia espacial del país. Canadá ha contribuido con tecnología, experiencia y personal al esfuerzo espacial mundial, especialmente en colaboración con la ESA y la NASA. Además de sus astronautas y satélites, algunas de las contribuciones tecnológicas canadienses más notables a la exploración espacial incluyen el Canadarm en el Transbordador espacial y Canadarm2 en la Estación Espacial Internacional.
La contribución de Canadá a la Estación Espacial Internacional (EEI) es el sistema de servicio móvil de 1.3 mil millones de dólares. Consiste en Canadarm2 (SSRMS), Dextre (SPDM), sistema de base móvil (MBS) y múltiples estaciones de trabajo de robótica que forman el Sistema de Servicio Móvil en la EEI. Canadarm, Canadarm2 y Dextre emplean el Sistema de Visión Espacial Avanzada que permite un uso más eficiente de los brazos robóticos. Otra tecnología canadiense destacada es el sistema de sensores de pluma Orbiter, que fue una extensión para el Canadarm original utilizado para inspeccionar el sistema de protección térmica del transbordador espacial en busca de daños mientras está en órbita. Antes de la retirada del transbordador espacial, el auge se modificó para su uso con Canadarm2 y STS-134 lo dejó para su uso en la EEI.

### Astronautas canadienses
Se han realizado cuatro campañas de reclutamiento de astronautas para la CSA/ASC. El primero, en 1983, llevó a la selección de Roberta Bondar, Marc Garneau, Robert Thirsk, Ken Money, Bjarni Tryggvason y Steve MacLean. El segundo, en 1992, seleccionó a Chris Hadfield, Julie Payette, Dafydd Williams y Michael McKay. El 13 de mayo de 2009, después de completar un tercer proceso de selección, se anunció que dos nuevos astronautas, Jeremy Hansen y David Saint-Jacques, habían sido elegidos. 
La última campaña de reclutamiento se lanzó en 2016, con un total de 3,772 solicitantes para 2 candidatos. En 2017, Joshua Kutryk y  Jennifer Sidey fueron elegidos.
Nueve canadienses han participado en 17 misiones tripuladas en total: 14 misiones del transbordador espacial de la NASA (incluida una misión a Mir) y 3 misiones Roscosmos Soyuz.
Dos ex astronautas canadienses nunca volaron en el espacio; Michael McKay renunció por motivos médicos y Ken Money renunció en 1992, ocho años después de su selección.
El 19 de diciembre de 2012, el astronauta canadiense Chris Hadfield se embarcó en una nave espacial Soyuz para llegar a la Estación Espacial Internacional. Esta misión marcó la finalización de la compensación de la NASA a Canadá por su contribución a los programas del Transbordador y la Estación Espacial Internacional, lo que significa que no hubo oportunidades restantes confirmadas de vuelos espaciales para los astronautas canadienses. En junio de 2015, el gobierno canadiense anunció un compromiso renovado con la Estación Espacial Internacional, asegurando vuelos para los dos astronautas activos restantes de Canadá. En mayo de 2016, la CSA/ASC anunció que David Saint-Jacques volaría a la Estación Espacial Internacional a bordo de un cohete Roscosmos Soyuz en noviembre de 2018 durante 6 meses, como parte de la tripulación de la Expedición 58/59.
| Nombre              | Vehículo de lanzamiento | Misión                     | Fecha de lanzamiento     | Notes |
| ------------------- | ----------------------- | -------------------------- | ------------------------ | --- |
| Marc Garneau        | Challenger              | STS-41-G                   | 5 de octubre de 1984     | Primer canadiense en el espacio |
| Roberta Bondar      | Discovery               | STS-42                     | 22 de enero de 1992      | Primera mujer canadiense en el espacio |
| Steven MacLean      | Columbia                | STS-52                     | 22 de octubre de 1992    | |
| Chris Hadfield      | Atlantis                | STS-74                     | 12 de noviembre de 1995  | Único canadiense en visitar la estación espacial Mir |
| Marc Garneau        | Endeavour               | STS-77                     | 19 de mayo de 1996       | Primer canadiense en regresar al espacio |
| Robert Thirsk       | Columbia                | STS-78                     | 20 de junio de 1996      | |
| Bjarni Tryggvason   | Discovery               | STS-85                     | 7 de agosto de 1997      | |
| Dafydd Williams     | Columbia                | STS-90                     | 17 de abril de 1998      | |
| Julie Payette       | Discovery               | STS-96                     | 27 de mayo de 1999       | Primer canadiense en visitar la Estación Espacial Internacional |
| Marc Garneau        | Endeavour               | STS-97                     | 30 de noviembre de 2000  | Misión a la EEI. Regreso al espacio (tercera visita) |
| Chris Hadfield      | Endeavour               | STS-100                    | 19 de abril de 2001      | Misión a la EEI. Regreso al espacio (segunda visita). Primer caminata espacial de un canadiense |
| Steven MacLean      | Atlantis                | STS-115                    | 9 de septiembre de 2006  | Misión a la EEI. Regreso al espacio (segunda visita); caminata espacial |
| Dafydd Williams     | Endeavour               | STS-118                    | 27 de agosto de 2007     | Misión a la EEI. Regreso al espacio (segunda visita); caminata espacial |
| Robert Thirsk       | Soyuz-FG                | Soyuz TMA-15               | 27 de mayo de 2009       | EEI Expedición 20 y Expedición 21. Regreso al espacio (segunda visita). Primer vuelo en un vehículo de lanzamiento ruso por un canadiense. Primer canadiense en una tripulación permanente de la EEI. Primera vez que dos canadienses estaban en el espacio simultáneamente (con Payette) |
| Julie Payette       | Endeavour               | STS-127                    | 15 de julio de 2009      | Misión de la EEI. Primera mujer canadiense en regresar al espacio. Primera vez que dos canadienses estaban en el espacio simultáneamente (con Thirsk). La reunión más grande de humanos en el espacio (13), ya que siete arribos STS-127 se unen a 6 que ya están en EEI. La reunión más grande de nacionalidades en el espacio(5), ya que EE. UU., Rusia, Japón, Canadá y Bélgica tienen astronautas juntos en la EEI. Último canadiense en volar en un transbordador espacial estadounidense. |
| Guy Laliberté       | Soyuz-FG                | Soyuz TMA-16, Soyuz TMA-14 | 30 de septiembre de 2009 | Primer turista espacial canadiense, visitó la EEI y regresó a bordo del TMA-14. |
| Chris Hadfield      | Soyuz-FG                | Soyuz TMA-07M              | 19 de diciembre de 2012  | Expedición 34 y Expedición 35. Regreso al espacio (tercera visita). Primer comandante canadiense de una nave espacial, primer comandante canadiense de una tripulación permanente de la EEI. |
| David Saint-Jacques | Soyuz-FG                | Soyuz MS-11                | 20 de diciembre de 2018  | EEI Expedición 58 y Expedición 59. |

### Satélites canadienses
| Nombre                 | Lanzamiento              | Retirado            | Propósito                                                        |
| ---------------------- | ------------------------ | ------------------- | ---------------------------------------------------------------- |
| Alouette 1             | 29 de septiembre de 1962 | 1972                | Investigación de la ionósfera                                    |
| Alouette 2             | 29 de noviembre de 1965  | 1 de agosto de 1975 | Investigación de la ionósfera                                    |
| ISIS 1                 | 30 de enero de 1969      | 1990                | Investigación de la ionósfera                                    |
| ISIS 2                 | 1 de abril de 1971       | 1990                | Investigación de la ionósfera                                    |
| Hermes                 | 17 de enero de 1976      | Noviembre de 1979   | Satélite de comunicaciones experimental                          |
| RADARSAT-1             | 4 de noviembre de1995    | 29 de marzo de 2013 | Satélite comercial de observación terrestre                      |
| MOST                   | 30 de junio de 2003      | Marzo de 2019       | Telescopio espacial                                              |
| SCISAT-1               | 12 de agosto de 2003     | En servicio         | Satélite de observación terrestre (atmosphere)                   |
| RADARSAT-2             | 14 de diciembre de 2007  | En servicio         | Satélite comercial de observación terrestre                      |
| NEOSSat                | 25 de febrero de 2013    | En servicio         | Monitoreo de objetos próximos a la Tierra                        |
| Sapphire               | 25 de febrero de 2013    | En servicio         | Vigilancia espacial militar                                      |
| BRITE                  | 25 de febrero de 2013    | En servicio         | Telescopio espacial                                              |
| CASSIOPE               | 29 de septiembre de 2013 | En servicio         | Investigación de la ionósfera, telecomunicaciones experimentales |
| M3MSat                 | 22 de junio de 2016      | En servicio         | Satélite de comunicación                                         |
| RADARSAT Constellation | 12 de junio de 2019      | En servicio         | Satélite comercial de observación terrestre                      |

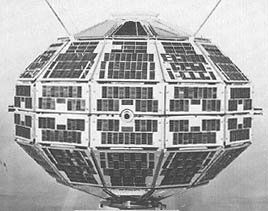
El Alouette 1 fue el primer satélite no soviético o estadounidense.

Además, hay satélites comerciales lanzados por la compañía de telecomunicaciones Telesat, una antigua corporación de Crown que fue privatizada en 1998. Estos son los satélites Anik, los satélites Nimiq (todos utilizados actualmente por Bell TV) y MSAT-1. Además, los satélites tecnológicos y de investigación han sido desarrollados por UTIAS-SFL, incluyendo el programa CanX, ExactView-9 y GHGSat-D.

### Proyectos internacionales
El Agencia Espacial Canadiense contribuye a cuantiosos proyectos internacionales, incluidos satélites, astromóviles y telescopios espaciales. La CSA/ASC ha contribuido componentes en los proyectos de ESA, NASA, ISRO, JAXA y SNSB en el pasado. Actualmente, Canadá está contribuyendo con el sensor de guía fina (Fine Guidance Sensor) para el próximo lanzamiento de la NASA del James Webb Space Telescope.
| Nombre     | País    | Agencia principal | Fecha de lanzamiento | Contribución canadiense | Notas                                                                                |
| ---------- | ------- | ----------------- | -------------------- | --- | ------------------------------------------------------------------------------------ |
| UARS       | EE. UU. | NASA              | 1991                 | Interferómetro de Imágenes de Viento (Wind Imaging Interferometer, WINDII) | PI: Gordon G. Shepherd, York; CAL                                                    |
| Interbol   | Rusia   | RSA               | 1996                 | Generador de Imágenes de Auroras en Ultravioleta (Ultraviolet Auroral Imager, UVI) | PI: L.L. Cogger, U Calgary; CAL                                                      |
| Nozomi     | Japón   | ISAS              | 1998                 | Analizador de Plasma Térmico (Thermal Plasma Analyzer, TPA) | PI: Andrew Yau, U Calgary; CAL/COM DEV; Primera misión interplanetaria canadiense    |
| FUSE       | EE. UU. | NASA              | 1999                 | Sensor de Error Fino (Fine Error Sensor) | COM DEV                                                                              |
| Terra      | EE. UU. | NASA              | 1999                 | MOPITT (Measurements of Pollution in The Troposphere) | PI: Jim Drummond; COM DEV                                                            |
| Odin       | Suecia  | SNSA              | 2001                 | OSIRIS (Optical Spectroscopic and Infrared Remote Imaging System) | PI: Doug Degenstein, Universidad de Saskatchewan; Rutas                              |
| Envisat    | Europa  | ESA               | 2002                 | Colaboración con la Agencia Espacial Europea |                                                                                      |
| CloudSat   | EE. UU. | NASA              | 2006                 | Componentes de radar | COM DEV                                                                              |
| THEMIS     | EE. UU. | NASA              | 2007                 | Observatorios terrestres automatizados |                                                                                      |
| Phoenix    | EE. UU. | NASA              | 2007                 | Estaciones meteorológicas | Primer componente canadiense en Marte; nieve confirmada en Marte                     |
| Herschel   | Europa  | ESA               | 2009                 | Unidad de Fuente de Oscilador Local HIFI (HIFI Local Oscillator Source Unit) | COM DEV                                                                              |
| Planck     | Europa  | ESA               | 2009                 | Colaboración con la Agencia Espacial Europea | PI: J. Richard Bond, Universidad de Toronto y Douglas Scott, Universidad de Columbia |
| PROBA 2    | Europa  | ESA               | 2009                 | Fiber Sensor Demonstrator | MPB Communicaciones Inc.                                                             |
| SMOS       | Europa  | ESA               | 2009                 | Colaboración con la Agencia Espacial Europea |                                                                                      |
| Curiosity  | EE. UU. | NASA              | 2011                 | Instrumento APXS |                                                                                      |
| Swarm      | Europa  | ESA               | 2013                 | Instrumento de Campo Eléctrico (EFI) (Electric Field Instrument, EFI) | COM DEV                                                                              |
| Astrosat   | India   | ISRO              | 2015                 | Detectores de precisión para los telescopios gemelos UV y de imágenes visibles. (UVIT) | PI: John Hutchings                                                                   |
| Astro-H    | Japón   | JAXA              | 2016                 | Sistema Canadiense de Metrología Astro-H (CAMS) (Canadian Astro-H Metrology System, CAMS) | Contacto perdido el 26 de marzo de 2016                                              |
| OSIRIS-REx | EE. UU. | NASA              | 2016                 | Altímetro láser OSIRIS-REx (OLA) (OSIRIS-REx Laser Altimeter, OLA) | Primer componente canadiense en una misión de retorno de muestra                     |
| JWST       | EE. UU. | NASA              | 2021 (planeado)      | Sensor de guía fina/Generador de Imágenes en Infrarrojo Cercano y Espectrógrafo de Hendidura (FGS / NIRISS) (Fine Guidance Sensor/Near Infrared Imager and Slitless Spectrograph, FGS/NIRISS) | PI: René Doyon, Universidad de Montreal                                              |
| SWOT       | EE. UU. | NASA              | 2021 (planeado)      | Interacción extendida klystrons (EIK) para el radar. | Comunicaciones y Power Industries Canada Inc.                                        |

Además, las universidades canadienses y los contratistas aeroespaciales, incluidos la Universidad de Calgary, UTIAS-SFL, COM DEV, MDA, Magellan Aerospace, Telesat y otros, han proporcionado componentes a varias agencias espaciales internacionales.

### Instalaciones
- Centro espacial John H. Chapman – Longueuil (Quebec)
- Laboratorio David Florida – Ottawa (Ontario)
- Edificio de la Agencia Espacial Canadiense – Innovation Place Research Park – Saskatoon (Saskatchewan)

La Agencia Espacial Canadiense y sus predecesores han utilizado varias instalaciones de lanzamiento:
Canadá
- Churchill Rocket Research Range / Puerto Espacial de Canadá (SpacePort Canada), Manitoba (DRB / NRC)

Estados Unidos
- Cabo Cañaveral, Florida (NASA)
- Vandenberg Air Force Base, California (USAF)
- Wallops Flight Facility, Virginia (NASA)

Otros internacionales
- Centro Espacial Satish Dhawan, India (ISRO).
- Cosmódromo de Baikonur, Kazajistán (arrendado a Roscosmos).
- Base Aérea de Dombarovsky, Rusia (Fuerza Aérea de Rusia).
- Cosmódromo de Plesetsk, Rusia (Roscosmos).

## Futuros programas
Con el lanzamiento exitoso de Radarsat-2 en diciembre de 2007 y la finalización de la contribución de C$1,4 mil millones de Canadá a la Estación Espacial Internacional a principios de 2008, la CSA/ASC se encontró sin grandes proyectos de seguimiento. Marc Garneau, el primer astronauta de Canadá y exjefe de la agencia canadiense, destacó este hecho y en el otoño de 2007 llamó al gobierno canadiense a desarrollar e instituir una política espacial para Canadá.
Se ha dado un paso modesto para resolver este problema. En noviembre de 2008, la Agencia firmó un contrato de US$40 millones por 16 meses con MacDonald, Dettwiler and Associates de Vancouver para comenzar el diseño de la misión de observación de la Tierra RADARSAT Constellation (3 satélites). En agosto de 2010 se otorgaron más fondos para el trabajo de diseño detallado cuya finalización está programada para 2012. El lanzamiento de los tres satélites está programado para NET marzo de 2019. También en el presupuesto federal de 2009, la agencia recibió fondos para el diseño preliminar de astromóviles lunares y marcianos.
El 28 de febrero de 2019, el primer ministro canadiense, Justin Trudeau, anunció el compromiso de Canadá con el Lunar Gateway, un proyecto internacional liderado por la NASA para poner una pequeña estación espacial en órbita lunar. El anuncio convirtió a Canadá en el primer socio internacional en el  proyecto Lunar Gateway. Como parte del anuncio, Canadá se ha comprometido a gastar 2,05 mil millones de dólares durante 24 años para desarrollar la próxima generación de Canadarm 3. Esto marca el mayor compromiso financiero de Canadá con un solo proyecto, superando los 1,7 mil millones de dólares gastados en proyectos para la Estación Espacial Internacional.
Varias iniciativas son sin financiación. La CSA/ASC es la agencia líder de la misión Polar Communication and Weather (PCW) que implica el lanzamiento propuesto de dos satélites en órbita polar para proporcionar a las autoridades canadienses una mejor información sobre el clima y capacidades de comunicación en el alto ártico. Se propuso que el lanzamiento de los dos satélites se llevara a cabo en 2016, pero no se pudo obtener financiación y se canceló el programa.

### Cohetes

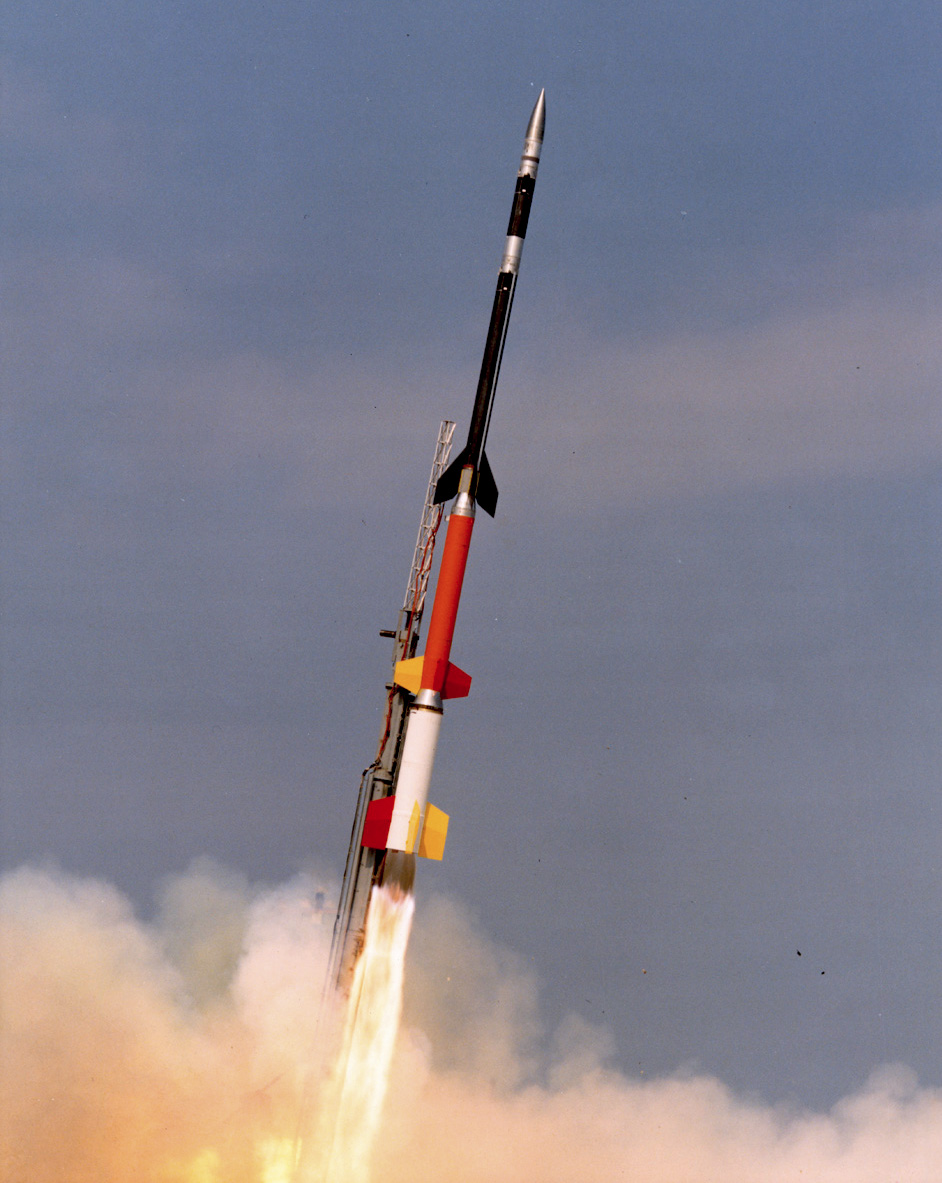
Lanzamiento de un Black Brant XII canadiense desde la Instalación de Vuelo de Wallops

La Agencia Espacial Canadiense no sistemas de lanzamientos espaciales nativos más allá de los cohetes sonda. Canadá depende de otros países, como Estados Unidos, India y Rusia, para lanzar su nave espacial a la órbita, pero tanto el Departamento de Defensa como la agencia espacial están estudiando la opción de construir un lanzador de fabricación canadiense.
La CSA/ASC anunció en 2011 que estaba investigando ubicaciones en Cabo Bretón (Nueva Escocia) o la posible reapertura del rango de investigación de Churchill Rocket en Manitoba para un sitio de lanzamiento de microsatélites (150 kg) para poner fin a su dependencia de proveedores de lanzamiento extranjeros. Sin embargo, los políticos canadienses rara vez cambian los fondos sin tener al menos una idea de los beneficios de defensa económica, social y nacional que se podrían obtener razonablemente de sus constituyentes del programa. Otra posible ubicación, CFB Suffield, sigue siendo una opción. Según funcionarios de la Agencia Espacial Canadiense, un proyecto a gran escala tardaría entre 10 y 12 años en diseñar y construir un pequeño lanzador de satélites. No se han anunciado fondos para estas actividades.
Aunque una nueva instalación de lanzamiento en Canso, Nueva Escocia, está en progreso (operación esperada para 2020), su uso previsto es para lanzamientos comerciales del cohete ucraniano Cyclone-4M. La instalación es un proyecto de la compañía Maritime Launch Services. Cualquier participación de la CSA/ASC no ha sido anunciada.